# Friedrich Jenner

Friedrich Jenner um 1884 als Corpsstudent

Friedrich Jenner (* 10. Juli 1863 in Solingen; † 22. März 1928 in Göttingen) war ein deutscher Architekt, Baubeamter und Senator in Göttingen.

## Leben
Friedrich Jenner studierte von 1881 bis 1885 Architektur an der Technischen Hochschule (Berlin-)Charlottenburg und war dort Schüler von Josef Stübben. Zu Beginn des Studiums trat er der freien Verbindung Cheruscia, dem späteren WSC-Corps Guestphalia Berlin, bei, zum Wintersemester 1883 auch dem Corps Saxonia-Berlin, in dem er zusammen mit den späteren Architekten Arthur Kickton und Robert Leibnitz aktiv war.
Nach dem Studium war er viele Jahre u. a. in Hamburg, Berlin und Lüneburg als Bauleiter in öffentlichen Bauverwaltungen tätig, wobei er sich besonders auf den Bau von Krankenhäusern spezialisierte. 1898/1899 arbeitete er in der Bauverwaltung des Montanunternehmens Krupp in Essen.
Am 4. Dezember 1900 wurde Jenner – als Nachfolger von Heinrich Gerber – zum Stadtbaumeister der Stadt Göttingen ernannt und trat die Stelle im April 1901 an. Am 23. Januar 1907 wurde er zum Stadtbaurat ernannt, ebenfalls als Gerbers Nachfolger. In seine Amtszeit fallen neben Schulbauten vor allem die Errichtung des Stadthauses (Gotmarstraße 8, heute Stadtbibliothek Göttingen). Jenner widmete sich in seiner Amtszeit auch der Denkmalpflege und der Neuordnung des Feuerwehrwesens.
Bereits 1908 endete sein Dienst als Stadtbaurat, als er zum hauptamtlich besoldeten Senator gewählt wurde und die Verantwortung für Finanz- und Steuerangelegenheiten übernahm; mit Beginn des Ersten Weltkriegs kam als weitere Zuständigkeit die Polizeidirektion hinzu.
Jenners Nachfolger als Stadtbaurat wurde Otto Frey. Friedrich Jenner starb am 22. März 1928, als er jenseits der Altersgrenze immer noch in den städtischen Kollegen wirkte; die Beisetzung fand drei Tage später „unter außerordentlich starker Beteiligung der Bevölkerung“ statt.
Jenner war Mitglied im Niedersächsischen Verein für Luftschiffahrt mit Sitz in Göttingen.

## Ehrungen
- 1910 wurde Jenner der Rote Adlerorden verliehen.[7]
- Auf Magistratsbeschluss wurde ihm ein Ehrenbegräbnis gewährt.[7]
- Nach Friedrich Jenner ist in Göttingen seit 1929 die Jennerstraße (seit 1965 Friedrich-Jenner-Straße) benannt.[11]

## Bauten (Auswahl)
- 1896–1898: Heil- und Pflegeanstalt Uchtspringe[3] (als Bauleiter der Provinzial-Bauverwaltung)
- 1899–1901: Heil- und Pflegeanstalt Lüneburg[3] (als Bauleiter der Provinzial-Bauverwaltung)
- 1901–1902: Stadthaus in der Gotmarstraße in Göttingen[2][3]
- 1902–1903: Bismarckstein in Göttingen[3]
- 1903–1906: Stadtbad Stumpfebiel in Göttingen[3]
- 1905–1906: Auguste-Viktoria-Warteschule in der Gartenstraße, Göttingen (erster Kindergarten der Stadt)[3]

## Schriften (Auswahl)
- Die indirekte künstliche Beleuchtung des Isolierzimmers. In: Monatsschrift für Psychiatrie und Neurologie. Bd. 3 (1898), Nr. 3, S. 248–252.
- Das Isolierzimmer-Fenster. In: Monatsschrift für Psychiatrie und Neurologie. Bd. 5 (1899), Nr. 5, S. 215–224.
- Kaiser-Wilhelm-Krankenhaus in Tangermünde. In: Zeitschrift für Architektur und Ingenieurwesen, Jg. 47 (= NF, Jg. 6), 1901, S. 282–286.
- Die Abwasser-Reinigungsanlage in Göttingen. In: Zeitschrift für Architektur und Ingenieurwesen, Jg. 51, 1905, S. 125–132.
- Das Stadtbadehaus zu Göttingen. In: Zeitschrift für Architektur und Ingenieurwesen, Jg. 52, 1906, S. 257–282.
- Die Auguste-Viktoria-Warteschule in Göttingen. In: Zeitschrift für Architektur und Ingenieurwesen, Jg. 53, 1907, S. 353–358.

## Archivalien
- Personalakte im Stadtarchiv Göttingen (Signatur: AHR, I A 7 Nr. 41, Anstellung des commissarischen Landesbaumeisters Friedrich Jenner als Stadtbaumeister der Stadt Göttingen 1.4.1901. Am 19. Juni 1908 zum besoldeten Senator gewählt[6])